# Tegostoma aridalis
Tegostoma aridalis là một loài bướm đêm trong họ Crambidae.